# Karl-Heinz Vosteen
Karl-Heinz Vosteen (* 25. Januar 1925 in Hamburg; † 19. Oktober 2009 ebenda) war ein deutscher HNO-Arzt und Hochschullehrer. Er war Professor für HNO-Heilkunde an den Universitäten Frankfurt/Main und Düsseldorf.

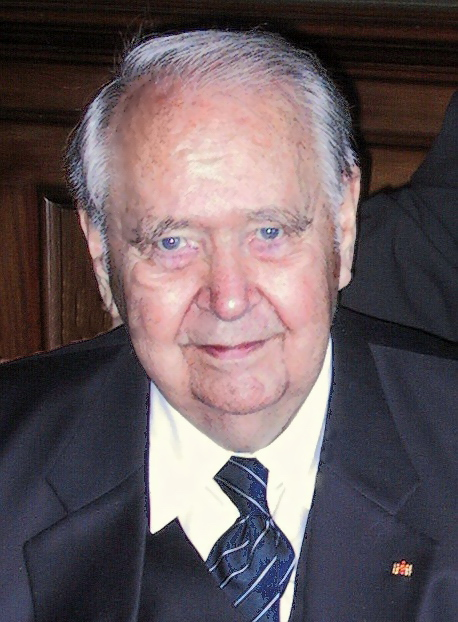
K. H. Vosteen, 14. Februar 2006

## Leben
Karl-Heinz Vosteen wollte nach seinem Medizinstudium zunächst Pathologe werden und begann seine Assistenzzeit bei dem Hamburger Pathologen Siegfried Graeff. Eine Formalinallergie änderte 1952 seine Pläne. Er wechselte an die von Otto Steurer geführte HNO-Klinik am Hamburger Universitätsklinikum Hamburg-Eppendorf. Neben einer klinischen, insbesondere tumorchirurgischen Ausbildung widmete er sich der Innenohr-Grundlagenforschung. Vosteen habilitierte bereits 1958. Er trug durch seine Forschung in den folgenden Jahrzehnten zum heutigen Verständnis des Flüssigkeits- und Elektrolytaustausches im Innenohr bei.
1962 wurde Vosteen zum Chefarzt am Krankenhaus St. Georg in Hamburg berufen. Bereits 1966 folgte er einem Ruf an den Lehrstuhl des Fachgebietes an der Johann Wolfgang Goethe-Universität in Frankfurt am Main. Er baute ein wissenschaftliches Mitarbeiterteam auf, welches schwerpunktmäßig die Tumorforschung und die Innenohrforschung vorantrieb.
1977 folgte er dem Ruf an den Lehrstuhl für Hals-Nasen-Ohren-Heilkunde der Universität Düsseldorf. Von 1985 bis 1991 war Vosteen Präsident der Arbeitsgemeinschaft der Wissenschaftlichen Medizinischen Fachgesellschaften (AWMF), deren Präsidium er schon seit 1975 angehört hatte. Nach seiner Amtszeit als Präsident übernahm er auf Bitten des AWMF-Präsidiums die Leitung der AWMF-Leitlinienkommission und koordinierte von 1995 an die Entwicklung medizinischer Leitlinien durch die Fachgesellschaften, die durch eine Empfehlung des Sachverständigenrates der Konzertierten Aktion im Gesundheitswesen initiiert worden war.
Zahlreiche Ehrenmitgliedschaften in- und ausländischer Fachgesellschaften, internationale Preise und Auszeichnungen (z. B. Orden der Aufgehenden Sonne des japanischen Staates, Ehrenpräsident der AWMF) sind Ausdruck seiner klinischen und wissenschaftlichen Lebensleistung.
Nach seiner Emeritierung widmete sich Vosteen der Hamburger Gesundheitspolitik. Im Auftrage des Senates trieb er die strukturelle Reform des Universitätsklinikums Eppendorf voran, reformierte und straffte als Vorsitzender des wissenschaftlichen Beirates des „Zentralinstitutes für Arbeitsmedizin und Maritime Medizin“ diese Institutionen und beriet weiterhin den Hamburger Senat in Gesundheitsfragen.
Am 14. Februar 2006 erhielt Vosteen aus der Hand von Jörg Dräger, Senator für Wissenschaft und Gesundheit, das Verdienstkreuz 1. Klasse des Verdienstordens der Bundesrepublik Deutschland.
Senator Dräger stellte in seiner Laudatio unter anderem fest, dass sich Vosteen als Beauftragter der AWMF auf Empfehlung des Sachverständigenrates der Konzertierten Aktion im Gesundheitswesen für die Entwicklung von ärztlichen Leitlinien einsetzte. In kurzer Zeit wurden so unter der Leitung von Vosteen in mehreren wissenschaftlichen Konferenzen mehr als 1.000 Leitlinien für die unterschiedlichsten medizinischen Fachgebiete – von Adipositas bis zur Verbrennungsmedizin – für Ärzte entwickelt.
Der Senator nannte die Mitarbeit im Zentralinstitut für Arbeitsmedizin (ZfA) als zweites Gebiet, auf dem Vosteen in Hamburg wirkte. Er war von 1992 bis 2000 Vorsitzender und ist seitdem Ehrenmitglied des Wissenschaftlichen Beirates des ZfA. Vosteen hat sich in diesem Gremium für die Steigerung der wissenschaftlichen Qualität der arbeitsmedizinischen Forschung eingesetzt.